# ویلا کارو
ویلا کارو (انگلیسی: Villa Caro) نام یک منطقه مسکونی در کلمبیا است.